# Le Syndicat du crime
« A Better Tomorrow » redirige ici.  Pour l'album du Wu-Tang Clan, voir A Better Tomorrow (album).
Série
Le Syndicat du crime 2
(1987)
Pour plus de détails, voir Fiche technique et Distribution.
Le Syndicat du crime (英雄本色, Ying huang boon sik) est un film d'action hongkongais co-écrit et réalisé par John Woo et sorti en 1986,. Il a eu une profonde influence sur l'industrie cinématographique hongkongaise, puis à une échelle mondiale (en). Il est crédité d'avoir donné naissance au genre heroic bloodshed, qui a eu une influence considérable dans le cinéma hongkongais, puis à Hollywood. Sa violence force également le gouvernement de Hong Kong à mettre en place une classification des œuvres cinématographiques qui sera effective dès 1988.
Bien que produit avec un budget limité et malgré une absence de promotion pour sa sortie, il devient le plus grand succès de tous les temps au box-office hongkongais et sort dans toute l'Asie. Il est listé à la 2e place du classement des 100 meilleurs films chinois établi par les Hong Kong Film Awards. Son succès lui vaut la sortie de deux suites, Le Syndicat du crime 2, également réalisé par Woo, et Le Syndicat du crime 3, une préquelle réalisée par Tsui Hark.
Bien que Ti Lung soit l'acteur principal du film, c'est surtout la performance de Chow Yun-fat qui est restée dans les mémoires, confirmant ainsi son statut de l'un des plus grands acteurs de l'industrie cinématographique de Hong Kong. Son personnage, Mark Gor, est imité par de nombreux amateurs, des décennies même après la sortie du film.

## Synopsis
Ho et Mark sont truands, et Kit, le petit frère de Ho, est policier. Ce dernier ne sait pas que son frère fait partie de la pègre, et quand celui-ci se fait arrêter et que son père est assassiné, c'est un choc pour lui, qui l'empêchera d'avoir une promotion. Quand trois ans plus tard Ho sort de prison, il retrouve Mark devenu infirme et vivant chichement, son frère qui ne veut plus entendre parler de lui, et son ancien assistant - devenu le nouveau chef de la pègre - qui veut le faire replonger.

## Fiche technique
Sauf indication contraire, les informations mentionnées dans cette section peuvent être confirmées par la base de données cinématographiques IMDb,  présente dans la section « Liens externes ».
- Titre francophone : Le Syndicat du crime
- Titre original : chinois : 英雄本色 ; pinyin : Ying huang boon sik
- Titre anglophone : A Better Tomorrow
- Réalisation : John Woo
- Scénario : John Woo, Chan Hing-Ka et Leung Suk-Wah
- Musique : Joseph Koo
- Photographie : Horace Wong
- Montage : Ma Kam et David Wu
- Décors : Lui Chi-Leung
- Production : Tsui Hark et John Woo
- Société de production : Film Workshop
- Société de distribution : Cinema City Enterprises (Hong Kong), Anchor Bay Entertainment (États-Unis)
- Pays de production :  Hong Kong
- Langue originale : cantonais
- Format : Couleurs - 1,85:1 - Dolby - 35 mm
- Genre : drame, action, film de gangsters, heroic bloodshed, gun fu
- Durée : 95 minutes
- Dates de sortie :
  - Hong Kong : 2 août 1986
  - France : 21 juillet 1993
- Film interdit aux moins de 12 ans lors de sa sortie en France

## Distribution
- Ti Lung : Sung Tze-ho
- Chow Yun-fat : Mark Gor
- Leslie Cheung : Sung Tze-kit
- Emily Chu : Jackie, concubine de Kit
- Kenneth Tsang : Ken
- Shing Fui-on : le bras droit de Shing
- Tien Feng : monsieur Sung, père de Ho et Kit
- Waise Lee : Shing
- John Woo : un fonctionnaire de la justice taïwanaise
- Tsui Hark : juge dans un casting musical
- Wang Hsieh : un professionnel du crime
- Pierre Tremblay : l'agent d'Interpol

## Production

### Développement
En 1985, John Woo a réalisé des comédies rentables mais qui ne le satisfont guère. Alors qu'il envisage de mettre un terme à sa carrière, il fait la rencontre de Tsui Hark, jeune producteur et réalisateur en vogue, qui va le pousser à faire le film dont il a toujours rêvé, à savoir transposer les codes du wu xia pian dans un univers contemporain. Tsui participe au scénario et pense un temps faire que les trois personnages principaux soient des femmes, avant de laisser Woo développer son projet comme il le souhaite. La trame narrative du Syndicat du crime s'inspire du film Story of a Discharged Prisoner (en) avec une certaine thématique héroïco-masculine propre au cinéma de Chang Cheh, plus particulièrement son cycle des films tels que Blood Brothers.

### Attribution des rôles
John Woo choisit Chow Yun-fat pour le rôle de Mark Lee dans A Better Tomorrow (1986), en raison de sa ressemblance avec Alain Delon,. Chow portait par ailleurs des lunettes de soleil commercialisée au nom de l'acteur dans le film et ses suites. La marque de lunettes de soleil est devenue particulièrement populaire à Hong Kong : Chow Yun-fat sera remercié par Delon,.
Tsui Hark, coproducteur du film, et le réalisateur John Woo font tous deux une apparition dans le film. John Woo jouant un inspecteur prenant un malin plaisir à maltraiter Ho.

### Tournage
Le tournage a lieu à Hong Kong et Taïwan.

## Accueil

### Box-office
Le Syndicat du crime a connu un important succès commercial à Hong Kong au moment de sa sortie, rapportant 34 651 324 $ HK, soit l'équivalent de 4 800 000 $ US. Le film connaît une distribution limitée aux États-Unis avec 12 791 $.
En France, sorti en plein été sept ans après sa diffusion dans les salles hongkongaises et un mois après À toute épreuve, le film connaît une carrière discrète dans les salles obscures avec seulement 4 197 entrées.

## Distinctions

### Récompenses
- 6e cérémonie des Hong Kong Film Awards 1987 : meilleur film et meilleur acteur pour Chow Yun-fat.

### Nominations
- 6e cérémonie des Hong Kong Film Awards 1987 : meilleure réalisation, meilleur scénario, meilleur acteur pour Ti Lung, meilleur second rôle masculin pour Waise Lee, meilleur acteur débutant pour Waise Lee, meilleure photographie pour Wong Wing-hung, meilleure direction artistique, meilleur montage (Ma Kam) et meilleure musique.

## Suites etremakes
Le film connaitra deux suites. Le Syndicat du crime 2 (Ying hong boon sik II), toujours réalisé par John Woo, sort en 1987. Chow Yun-fat y incarne le frère jumeau de Mark. Dans Le Syndicat du crime 3 (1989) de Tsui Hark, il reprend son rôle de Mark. Le film est une préquelle des deux précédents.
Le film connait plusieurs remakes, pas tous officiels.  Le film indien Aatish (1994) s'inspire fortement du film de John Woo. Le cinéaste sud-coréen Song Hae-seong réalise quant à lui un remake officiel, A Better Tomorrow (2010). En 2018 sort le film chinois A Better Tomorrow 2018 de Ding Sheng.